# George K. Fraenkel
George Kessler Fraenkel (27 de julho de 1921 — 10 de junho de 2009) foi um físico químico estadunidense.

## Cronologia
- 1921: nascimento em Deal (Nova Jérsei) em 27 de julho, e cresceu em Scarsdale
- 1942: B.A. from Universidade Harvard
- 1949: Ph.D. Universidade Cornell
- 1949: member of faculty, Universidade Columbia
- 1965-1968: Chairman of the Department of Chemistry, Universidade Columbia
- 1968-1983: Dean of Graduate School of Arts and Sciences, Universidade Columbia
- 1983-1986: Vice President for Special Projects from 1983 to 1986, Universidade Columbia
- 1991: retirement
- 2009: died